# Санш VI Гильом
Санш VI Гильом (фр. Sanche Guillaume, оксит. Sans Guilhem, баск. Antso Gilen; ум. 4 октября 1032) — граф Гаскони и Бордо с ок. 1009, младший сын герцога Гильома II Санше и Урраки Наваррской. 
Хронист Адемар Шабаннский называет Санша герцогом Гаскони. Будучи слабым и болезненным, Санш не оставил сыновей, с его смертью прекратилась старшая ветвь Гасконского дома.

## Биография
Год рождения Санша не известен. Впервые он вместе со старшим братом Бернаром упоминается в хартии своего отца о восстановлении монастыря Сен-Север, датированной 993 годом. 
Детство Санша прошло при дворе деда, короля Наварры Санчо III Великого. Около 1009 года умер его старший брат Бернар, не оставивший детей, ему наследовал Санш. 
В 1011 году Санш подписал устав Кондомского монастыря.
Санш пытался реорганизовать управление в Гаскони, однако многие гасконские земли к тому моменту имели своих правителей. Во время правления Санша, который немало времени проводил в Памплоне, наметилось сближение Гаскони с Наваррой. Он принимал участие в Реконкисте, а также, возможно, признавал сюзеренитет короля Наварры. 
В 1028 году Санш и герцог Аквитании Гильом V Великий, женатый на сестре Санша, поставили архиепископом Бордо француза Жоффруа II.
Будучи слабым и болезненным, Санш в честь временного выздоровления основал в 1022 году в епархии Тарба монастырь Сен-Пе-де-Женере. Земли в долине, отделявшей Бигорр от Беарна, на которых был основан монастырь, Санш выменял у Раймона Гильома де Бенака и Арно Раймона де Ба, которые взамен получили привилегию, по которой их и их преемников герцоги Гаскони не могли принудить воевать. По случаю основания монастыря Санш собрал ассамблею гасконской знати. Имя Санша также стоит на нескольких хартиях о дарениях различным монастырям.
В правление Санша в Гаскони появились манихеи.
Согласно некрологу монастыря Сен-Север, Санш умер 4 октября 1032 года. Сыновей он не оставил, поэтому после его смерти разгорелся спор за наследование Гаскони.

## Брак и дети
Имя жены Санша неизвестно. Вероятно у Санша была как минимум одна дочь:
- Алозия; муж: с ок. 1020 Алдуин II (ум. 1032), граф Ангулема с 1028. Их сын Беренгер в 1032—1036 годах титуловал себя герцогом Гаскони.